# Boronia amabilis
Boronia amabilis là một loài thực vật có hoa trong họ Cửu lý hương. Loài này được S.T.Blake mô tả khoa học đầu tiên năm 1963.